# Ion Aleman
Ion Aleman (n. 1891, comuna Săcădate, comitatul Sibiu, Regatul Ungariei – d. noiembrie 1948) a fost un delegat în Marea Adunare Națională de la Alba Iulia, organismul legislativ reprezentativ al „tuturor românilor din Transilvania, Banat și Țara Ungurească”, cel care a adoptat hotărârea privind Unirea Transilvaniei cu România, la 1 decembrie 1918.:p. 77

## Biografie
Din 12 mai 1919, a fost membru în comisia de preluare a Clinicilor de la Unguri. A fost pe rând: medic controlor al Clinicei de Stomatologce din 12 mai 1919 până 1 octombrie 1919, preparator la Clinica Stomatologică de la 1 octombrie 1919 la 1 octombrie 1920, șef cu titlu provizoriu de la 1 octombrie 1923 la 1 ianuarie 1926, șef cu titlu definitiv din 1926 până în 1932, Docent Universitar al Facultății de medicină din Cluj în anul 1932, profesor suplinitor din anul 1932 până în 1936, profesor titular din 1936. De asemenea a fost membru fondator, secretar general și președinte al Asociației Doctorilor dentiști din Cluj și membru fondator, secretar general, președinte și vicepreședinte al Asociației Doctorilor Stomatologi din România, în repetate rânduri, începând cu 1923.

## Activitatea politică

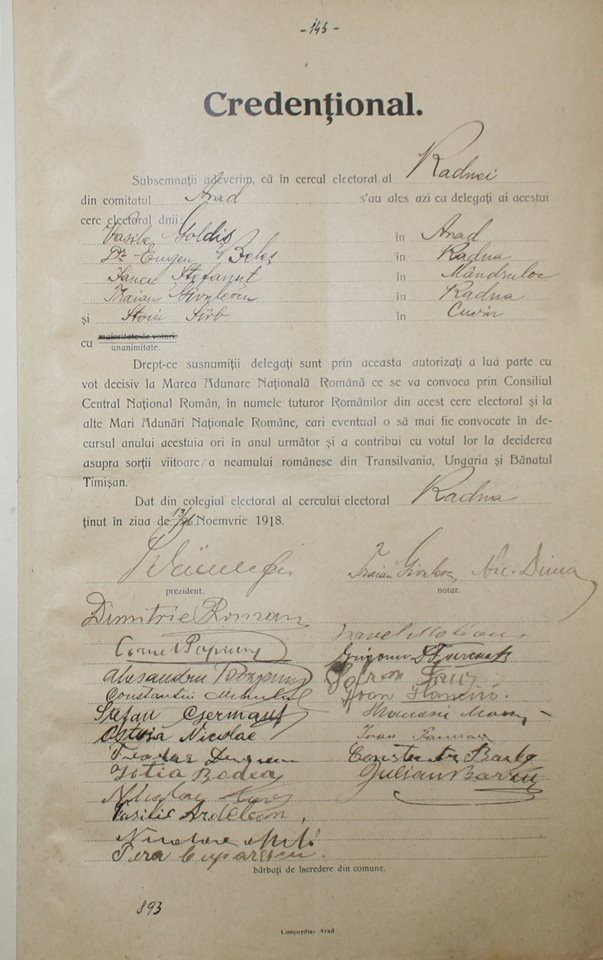
Credențional

A fost delegat reprezentant al Cercului Nocrich, județul Sibiu, la  Marea Adunare Națională de la Alba Iulia.